# 当皮埃尔 (上马恩省)
当皮埃尔（法語：Dampierre，法語發音：[dɑ̃pjɛʁ] ⓘ）是法国上马恩省的一个市镇，属于朗格勒区。

## 地理
当皮埃尔（47°57'14"N, 5°23'42"E）面积16.39 平方千米，位于法国大東部大區上马恩省，该省份为法国东北部内陆省份，北起马恩省和默兹省，西接奥布省，西南接科多尔省，东南接上索恩省，东临孚日省。
与当皮埃尔接壤的市镇（或旧市镇、城区）包括：弗雷库尔、讷伊莱韦克、潘松莱诺让、罗朗蓬、维特里莱诺让、尚热、绍富尔。

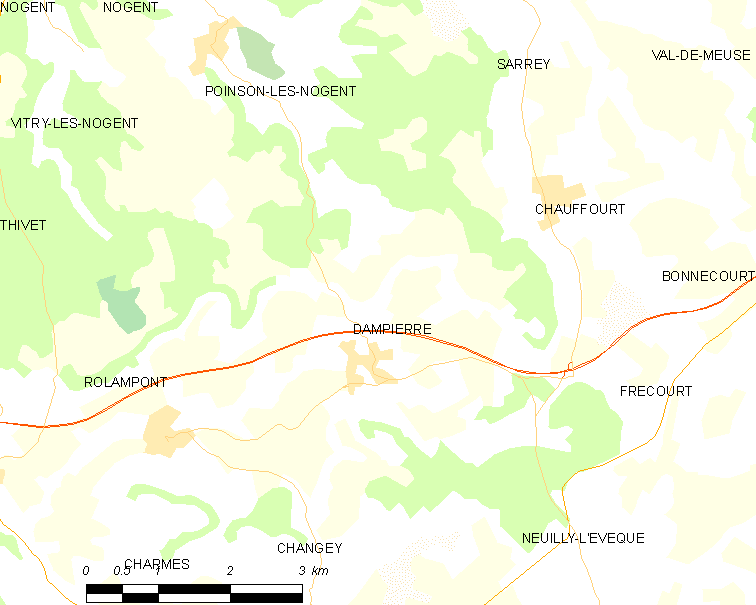
的OSM定位图

当皮埃尔的时区为UTC+01:00、UTC+02:00（夏令时）。

## 行政
当皮埃尔的邮政编码为52360，INSEE市镇编码为52163。

## 政治
当皮埃尔所属的省级选区为诺让县。

## 人口

1962-2008年间人口变化图示

当皮埃尔于2022年1月1日时的人口数量为385人。